# Crisi economica in Brasile nel 2014-2017

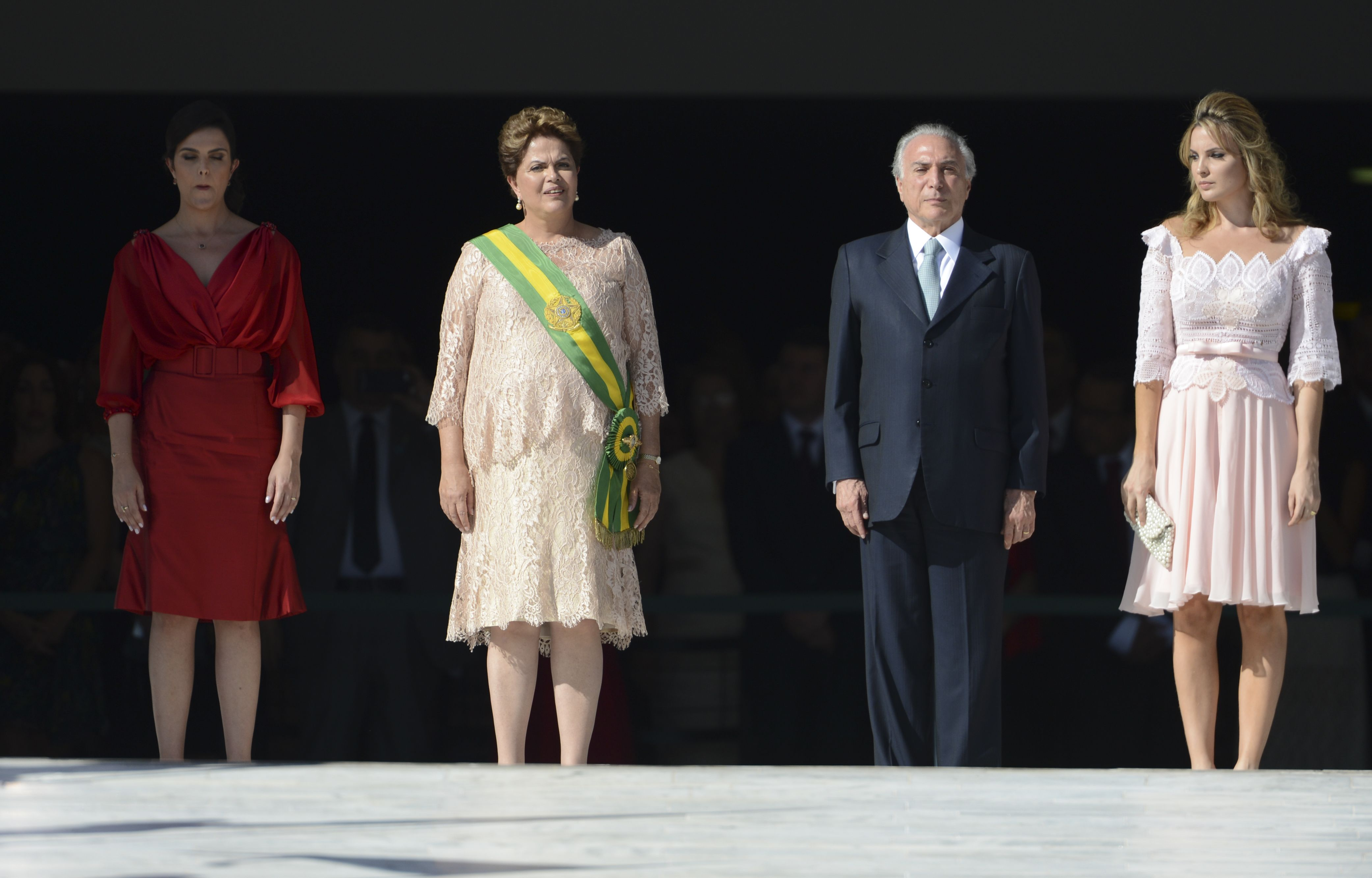
Possesso di Dilma Rousseff il 1 ° gennaio del 2015, insieme al suo vice, Michel Temer.

Una grave crisi economica ha scosso l'economia brasiliana sin dal suo inizio a metà del 2014 ad oggi. La crisi è stata accompagnata da una crisi politica, con la conseguente protesta contro il governo per l'intero paese. Dilma Rousseff, il presidente in quel momento, è stato rimosso dalla posizione permanentemente nel mese di agosto del 2016 con la impeachment e al suo posto ha preso il suo vice, Michel Temer, che ha promesso di adottare provvedimenti per recuperare l'economia.
Uno dei sintomi della crisi è la forte recessione. È la peggiore recessione della storia del paese, e il rientro in Prodotto interno lordo (PIL) per due anni consecutivi. L'economia si è ridotta di circa il 3,8% nel 2015. Nel settembre 2016, il tasso di disoccupazione è pari al 11,8%, raggiungendo i 12 milioni di brasiliani.
Nel 2016 gli effetti della crisi economica sono stati ampiamente provati dallo stress sui servizi pubblici e della popolazione locale, che ha bisogno di adattare i conti per la realtà economica. Secondo una ricerca condotta dal Nazionale di confindustria (CNI) in un anno, quasi la metà degli intervistati (48%) poi uso più trasporto pubblico e il 34% non è più piano per la salute. L'aggravarsi della crisi economica ha preso il 14% delle famiglie, per il commercio, la scuola dei figli dal privato al pubblico nel mese di giugno, con un importo superiore a quello verificato nel 2012 e nel 2013, prima della crisi. inoltre, i consumatori si scambiano i prodotti simili, più budget (78%), in attesa di regolamenti per l'acquisto di beni di valore elevato (80%) e il risparmio di più in caso di necessità (78%).